# Ángeles Preuniversitario
Ángeles Preuniversitario ist eine mexikanische Frauenfußballmannschaft aus Puebla, der Hauptstadt des gleichnamigen Bundesstaates.

## Heimspielstätte
Als Heimspielstätte dient der Polideportivo Parque Ecológico „Revolución Mexicana“ in Puebla.

## Meister
Ihren bisher größten Erfolg feierte die Mannschaft in der Clausura 2014, als sie die Finalspiele um die mexikanische Frauenfußballmeisterschaft gegen die Contadoras de la FCA UASLP erreichte. Für die Auswärtsfahrt zum Finalhinspielort nach San Luis Potosí wurde die Mannschaft vom Partnerverein und Sponsor Ángeles Morva finanziell unterstützt. Im Rückspiel vor eigenem Publikum gewannen die Ángeles Preuniversitario den Meistertitel.